# В'єньтянська угода
Угода про відновлення миру та досягнення національної згоди в Лаосі підписана представниками монархічного уряду та фронту Патет Лао у В'єнтьяні 21 лютого 1973. Угода завершила  громадянську війну в Лаосі, яка тривала понад десятиліття.

## Основні положення
- Припинення вогню з 22 лютого 1973;
- Створення коаліційного уряду;
- Створення консультативної політичної ради з метою підготовки та проведення загальних виборів у Національні збори та сформування постійного уряду національної єдності;
- Вивід з Лаосу іноземного військового персоналу.

Коаліційний уряд (третій у Лаосі з 1958) проіснував близько 2 років. У травні 1975 фронт Патет Лао прийшов до влади в результаті практично безкровного перевороту; у грудні скасована монархія і проголошена Лаоська Народно-Демократична Республіка.